# District d'Ózd
Le district d'Ózd (en hongrois : Ózdi járás) est un des 16 districts du comitat de Borsod-Abaúj-Zemplén en Hongrie. Créé en 2013, il compte 54 527 habitants et rassemble 17 localités : 15 communes et 2 villes dont Ózd, son chef-lieu.
Cette entité existait déjà auparavant, jusqu'à la réforme territoriale de 1983 qui a supprimé les districts.

## Localités
- Arló
- Borsodbóta (Bóta)
- Borsodnádasd
- Borsodszentgyörgy (Disznósd)
- Bükkmogyorósd
- Csernely
- Csokvaomány
- Domaháza
- Farkaslyuk
- Hangony
- Járdánháza
- Kissikátor
- Lénárddaróc
- Nekézseny
- Ózd
- Sáta
- Uppony

### Anciennes localités
- Balaton (Comitat de Heves, District de Bélapátfalva)
- Bolyok (Ózd)
- Center (Ózd)
- Csokva (Csokvaomány)
- Hodoscsépány (Ózd)
- Királd (District de Putnok)
- Omány (Csokvaomány)
- Sajómercse (District de Putnok)
- Sajónémeti (District de Putnok)
- Sajóvárkony (Ózd)
- Susa (Ózd)
- Szentsimon (Ózd)
- Uraj (Ózd)